# Discografia di Lil Mosey
La discografia di Lil Mosey, rapper e cantante statunitense, è costituita da due album in studio e oltre dieci singoli.

## Album in studio
| Anno                                                         | Titolo | Classifiche | Classifiche | Classifiche | Classifiche | Classifiche | Classifiche | Classifiche | Classifiche | Classifiche | Certificazioni            |
| Anno                                                         | Titolo | USA         | AUS         | CAN         | FRA         | IRE         | NLD         | NOR         | SWE         | UK          | Certificazioni            |
| ------------------------------------------------------------ | --- | ----------- | ----------- | ----------- | ----------- | ----------- | ----------- | ----------- | ----------- | ----------- | ------------------------- |
| 2018                                                         | Northsbest - Pubblicato: 19 ottobre 2018 - Etichetta: Interscope - Formati: Download digitale, streaming         | 29          | —           | 20          | —           | —           | 47          | 16          | 26          | —           | - USA: Oro - NZL: Oro     |
| 2019                                                         | Certified Hitmaker - Pubblicato: 8 novembre 2019 - Etichetta: Interscope - Formati: Download digitale, streaming | 12          | 91          | 8           | 184         | 29          | 32          | 15          | 45          | 67          | - USA: Platino - NZL: Oro |
| "—" indica una pubblicazione non classificata in quel paese. | |             |             |             |             |             |             |             |             |             |                           |

## Singoli
| Anno                                                         | Titolo                                               | Classifiche | Classifiche | Classifiche | Classifiche | Classifiche | Classifiche | Classifiche | Classifiche | Classifiche | Classifiche | Certificazioni                                                                            | Album di provenienza                                   |
| Anno                                                         | Titolo                                               | USA         | AUS         | CAN         | FRA         | IRE         | NLD         | NOR         | NZL         | SWE         | UK          | Certificazioni                                                                            | Album di provenienza                                   |
| ------------------------------------------------------------ | ---------------------------------------------------- | ----------- | ----------- | ----------- | ----------- | ----------- | ----------- | ----------- | ----------- | ----------- | ----------- | ----------------------------------------------------------------------------------------- | ------------------------------------------------------ |
| 2017                                                         | Pull Up                                              | —           | —           | —           | —           | —           | —           | —           | —           | —           | —           | - USA: Oro                                                                                | Northsbest                                             |
| 2018                                                         | Boof Pack                                            | —           | —           | —           | —           | —           | —           | —           | —           | —           | —           |                                                                                           | Northsbest                                             |
| 2018                                                         | Noticed                                              | 80          | —           | 50          | —           | 67          | —           | —           | —           | —           | —           | - USA: Platino (3) - NZL: Platino - UK: Oro                                               | Northsbest                                             |
| 2019                                                         | Yoppa (con BlocBoy JB)                               | —           | —           | —           | —           | —           | —           | —           | —           | —           | —           |                                                                                           | Northsbest                                             |
| 2019                                                         | Bust Down Cartier                                    | —           | —           | —           | —           | —           | —           | —           | —           | —           | —           |                                                                                           | /                                                      |
| 2019                                                         | G Walk (con Chris Brown)                             | —           | —           | —           | —           | —           | —           | —           | —           | —           | —           | - USA: Oro                                                                                | Certified Hitmaker                                     |
| 2019                                                         | Stuck in a Dream (feat. Gunna)                       | 62          | 92          | 34          | —           | 82          | —           | —           | —           | —           | 83          | - USA: Platino (2) - NZL: Oro                                                             | Certified Hitmaker                                     |
| 2019                                                         | Live This Wild                                       | —           | —           | 80          | —           | —           | —           | —           | —           | —           | —           | - USA: Oro                                                                                | Certified Hitmaker                                     |
| 2020                                                         | Blueberry Faygo                                      | 8           | 16          | 8           | 109         | 4           | 34          | 15          | 10          | 20          | 9           | - USA: Platino (6) - AUS: Platino (2) - CAN: Platino (4) - NZL: Platino (3) - UK: Platino | Certified Hitmaker                                     |
| 2020                                                         | Only the Team (con Rvssian e Lil Tjay)               | —           | —           | —           | —           | —           | —           | —           | —           | —           | —           |                                                                                           | /                                                      |
| 2020                                                         | Vicious (con Tate McRae)                             | —           | —           | —           | —           | —           | —           | —           | —           | —           | —           |                                                                                           | /                                                      |
| 2020                                                         | Back at It (feat. Lil Baby)                          | 109         | —           | —           | —           | —           | —           | —           | —           | —           | —           |                                                                                           | Certified Hitmaker (Deluxe)                            |
| 2020                                                         | Past Life (Remix) (con Trevor Daniel e Selena Gomez) | —           | —           | —           | —           | —           | —           | —           | —           | —           | —           |                                                                                           | /                                                      |
| 2020                                                         | Top Gone (con Lunay)                                 | —           | —           | —           | —           | —           | —           | —           | —           | —           | —           |                                                                                           | Certified Hitmaker (Deluxe)                            |
| 2020                                                         | Krabby Step (con Swae Lee e Tyga)                    | —           | —           | —           | —           | —           | —           | —           | —           | —           | —           |                                                                                           | Sponge on the Run (Original Motion Picture Soundtrack) |
| "—" indica una pubblicazione non classificata in quel paese. |                                                      |             |             |             |             |             |             |             |             |             |             |                                                                                           |                                                        |

## Altri brani entrati in classifica o certificati
| Anno                                                         | Titolo                                | Classifiche | Classifiche | Certificazioni                                      | Album di provenienza |
| Anno                                                         | Titolo                                | USA         | CAN         | Certificazioni                                      | Album di provenienza |
| ------------------------------------------------------------ | ------------------------------------- | ----------- | ----------- | --------------------------------------------------- | -------------------- |
| 2018                                                         | Kamikaze                              | 97          | 89          | - USA: Platino - NZL: Oro                           | Northsbest           |
| 2018                                                         | Burberry Headband                     | —           | —           | - USA: Oro                                          | Northsbest           |
| 2018                                                         | Greet Her                             | —           | —           | - USA: Oro                                          | Northsbest           |
| 2020                                                         | Wrong (The Kid Laroi feat. Lil Mosey) | 109         | 98          | - USA: Platino - AUS: Platino - CAN: Oro - NZL: Oro | F*ck Love            |
| "—" indica una pubblicazione non classificata in quel paese. |                                       |             |             |                                                     |                      |